# 你是誰 (2008年電視劇)
《你是誰》（韓語：누구세요?）是韓國MBC於2008年3月5日起播放的水木迷你連續劇。

## 演出陣容

### 主要人物
- 尹啟相 飾演 車承孝

美國投資公司的駐韓分公司代表，最擅長併購。在孤兒院生活到9歲的時候，被現在的父母領養，IQ超過了150，這也正是領養他的原因。隨父母移民美國，因為有事重新回到了韓國，但不幸的是碰上了交通事故，之後他的生活開始不正常，可以看到幽靈甚至對話。沒經過他的允許就進入他身體裏的幽靈，竟是他深愛的女孩子的父親。只能相信的是她愛的不是自己，而是她的父親的靈魂。
- 高雅羅 飾演 孫英仁

高中畢業後被世宗大學漫畫動畫學科錄取，但是因為爸爸突然間的死亡，放棄了求學，現在自己照顧自己。把每天的生活寫博客上畫上漫畫，心裏難受的時候會畫漫畫，是她活著的希望。自爸爸去世後，總有個陌生男人來找她，更讓她氣憤的是這個男人總擺出一副爸爸的樣子。
- 姜南吉 飾演 孫一健

快遞員，因突如其來的事故死於非命，目前的身份是幽靈。去另一個世界之前還有49天的時間，他一定要告訴女兒一件事，放棄了上天堂，不時盯著可以接近女兒的機會。女兒在他死後連一滴眼淚都沒有流，也許聽到員警說是自殺後太生氣了。但他沒有自殺，雖然不是能令女兒驕傲的父親，但是也不是把女兒獨自留在這個世界的壞爸爸。沒來得及對女兒說的話太多了，不管付出什麼樣的代價，也要和女兒見面。
- 真理翰 飾 申宰河

美術館的代表/ 海外留學歸來，去年接手了父親的美術館，成了美術館的新老闆。

### 車承孝周邊人物
- 鄭昊彬 飾演 尹厚鎮
- 安善英 飾演 女秘書
- 趙德賢 飾演 皮司機
- 奇周峰 飾演 車哲秀
- 金美京 飾演 吳英姬

### 孫英仁周邊人物
- 李珉廷 飾演 楊志淑
- 李言 飾演 全睦德
- 金亨宗 飾演 高利貸業者
- 全桓奎 飾演 高利貸業者

### 孫一健周邊人物
- 朴智英 飾演 金英愛
- 尹柱相 飾演 死神

### 申宰河周邊人物
- 金成恩 飾演 尹河英
- 鮮龍女 飾演 金蘭熙

### 其他人物
- 白鍾民 飾演 張東健

## 外部連結
- 韓國MBC（页面存档备份，存于）
- 台灣東森 （页面存档备份，存于）（繁體中文）

| MBC 水木劇                                  | MBC 水木劇                              | MBC 水木劇 |
| ------------------------------------------- | --------------------------------------- | ---------- |
|                                             | 你是誰 （2008年3月5日 - 2008年5月1日）  |            |
| New Heart （2007年12月12日 - 2008年2月8日） | 聚光燈 （2008年5月14日 - 2008年7月3日） |            |

| 臺灣 東森綜合台 星期一至五 20:00 - 22:00          | 臺灣 東森綜合台 星期一至五 20:00 - 22:00    | 臺灣 東森綜合台 星期一至五 20:00 - 22:00 |
| ------------------------------------------------- | ------------------------------------------- | ---------------------------------------- |
|                                                   | 幸福3小時 （2011年3月11日 - 2011年3月30日） |                                          |
| 意外情緣My Love （2011年2月22日 - 2011年3月10日） | 嫁給我吧 （2011年3月30日 - 2011年5月17日）  |                                          |